# Championnat de France masculin de water-polo Nationale 1 2022-2023
Navigation
Édition précédente Édition suivante
Le Championnat de France de water-polo Nationale 1 2022-2023 est une compétition organisée par la Fédération française de natation du Championnat de France de water-polo Nationale 1 de water-polo). Il est au deuxième rang dans la hiérarchie des compétitions de water-polo en France, après le Championnat de France Elite.
Treize équipes s'opposent en deux phases : une première phase de deux groupes, puis une seconde avec une poule haute et une poule basse.
Le CN Aix-en-Savoie, qui disputait la phase de poule haute, arrête ses activités le 8 avril.

## Compétition
Le classement est calculé avec le barème de points suivant :
- la victoire vaut trois points,
- la défaite vaut zéro point,
- la victoire aux tirs au but vaut deux points,
- la défaite aux tirs au but vaut un point.

En cas de match nul, à la fin du temps réglementaire, une séance de tirs au but désigne le vainqueur du match.

### Phase 1
Au terme de la première phase, les 4 meilleures équipes de chaque poule se retrouvent dans la poule haute en deuxième phase pour jouer la montée à l'échelon supérieur. Les autres équipes se retrouvent dans la poule basse pour éviter la descente. Les équipes à égalité sont départagées d'après le score cumulé de leurs deux matches. Si nécessaire, les scores cumulés puis le nombre de buts inscrits face à chacune des autres équipes, selon leur classement, seront utilisés, voire une séance de tirs au but dans les cas ultimes.

#### Poule A

##### Classement
|   | Équipe                     | Pts | J  | G | Gt | Pt | P  | Bp  | Bc  | Diff |
| - | -------------------------- | --- | -- | - | -- | -- | -- | --- | --- | ---- |
| 1 | Cercle 93 rés.             | 27  | 12 | 9 | 0  | 0  | 3  | 181 | 132 | 49   |
| 2 | Taverny SN 95              | 27  | 12 | 9 | 0  | 0  | 3  | 190 | 145 | 45   |
| 3 | FNC Douai R                | 23  | 12 | 7 | 1  | 0  | 4  | 163 | 124 | 39   |
| 4 | SN Harnes                  | 22  | 12 | 7 | 0  | 1  | 4  | 177 | 130 | 47   |
| 5 | Union Saint-Bruno Bordeaux | 21  | 12 | 7 | 0  | 0  | 5  | 172 | 137 | 35   |
| 6 | SCN Choisy-le-Roi          | 3   | 12 | 1 | 0  | 0  | 11 | 142 | 207 | -65  |
| 7 | Nautic Club angérien       | 3   | 12 | 1 | 0  | 0  | 11 | 76  | 226 | -150 |

| Résultats (dom.\ext.) | CLR   | FNCD  | HAR   | NOI   | St-B  | St-J  | TAV   |
| SCN Choisy-le-Roi |       | 8-14  | 12-16 | 9-22  | 15-19 | 22-10 | 16-17 |
| FNC Douai R | 16-7  |       | 13-12 | 10-16 | 14-4  | 18-4  | 15-11 |
| SN Harnes | 20-10 | 8-12  |       | 13-7  | 19-12 | 21-6  | 21-16 |
| Cercle 93 rés. | 21-9  | 14-13 | 16-15 |       | 13-10 | 16-4  | 11-16 |
| Union Saint-Bruno Bordeaux | 22-7  | 16-11 | 12-10 | 12-13 |       | 26-7  | 13-11 |
| Nautic Club angérien | 13-12 | 7-17  | 4-13  | 5-17  | 4-18  |       | 6-15  |
| Taverny SN 95 | 17-15 | 17-10 | 10-9  | 16-15 | 13-8  | 31-6  |       |
| - Victoire à domicile - Victoire à domicile aux tirs au but - Victoire à l'extérieur aux tirs au but - Victoire à l'extérieur |       |       |       |       |       |       |       |

|   | Équipe                 | Pts | J  | G  | Gt | Pt | P  | Bp  | Bc  | Diff |
| - | ---------------------- | --- | -- | -- | -- | -- | -- | --- | --- | ---- |
| 1 | CN Livry-Gargan        | 31  | 12 | 10 | 0  | 1  | 1  | 191 | 151 | 40   |
| 2 | CN Aix en Savoie T     | 30  | 12 | 10 | 0  | 0  | 2  | 175 | 135 | 40   |
| 3 | Mulhouse Water-Polo VC | 20  | 12 | 6  | 1  | 0  | 5  | 161 | 148 | 13   |
| 4 | Racing Club de France  | 17  | 12 | 5  | 0  | 2  | 5  | 151 | 164 | -13  |
| 5 | SC Thionville          | 16  | 12 | 4  | 2  | 0  | 6  | 152 | 133 | 19   |
| 6 | Nautic Club Moulins    | 9   | 12 | 3  | 0  | 0  | 9  | 141 | 189 | -48  |
| 7 | Sauveteurs de Givors   | 3   | 12 | 1  | 0  | 0  | 11 | 97  | 152 | -55  |

| Résultats (dom.\ext.) | AIX   | GIV   | MOU   | LIV   | MUL   | THI   | RCF   |
| CN Aix en Savoie |       | 15-9  | 20-12 | 14-18 | 16-14 | 16-13 | 16-14 |
| Sauveteurs de Givors | 7-14  |       | 6-10  | 13-15 | 8-16  | 7-13  | 7-9   |
| Nautic Club Moulins | 7-10  | 15-11 |       | 19-22 | 17-12 | 9-21  | 13-15 |
| CN Livry-Gargan | 15-14 | 13-7  | 24-10 |       | 14-10 | 12-10 | 12-18 |
| Mulhouse Water-Polo VC | 11-16 | 10-5  | 12-10 | 17-16 |       | 11-9  | 18-12 |
| SC Thionville | 8-9   | 7-9   | 17-15 | 14-10 | 14-8  |       | 14-12 |
| Racing Club de France | 7-15  | 15-8  | 19-8  | 5-15  | 11-22 | 14-16 |       |
| - Victoire à domicile - Victoire à domicile aux tirs au but - Victoire à l'extérieur aux tirs au but - Victoire à l'extérieur |       |       |       |       |       |       |       |

|   | Équipe                 | Pts             | J               | G               | Gt              | Pt              | P               | Bp              | Bc              | Diff |
| - | ---------------------- | --------------- | --------------- | --------------- | --------------- | --------------- | --------------- | --------------- | --------------- | ---- |
| 1 | Taverny SN 95          | 27              | 12              | 9               | 0               | 0               | 3               | 171             | 153             | 18   |
| 2 | FNC Douai R            | 23              | 12              | 7               | 1               | 0               | 4               | 163             | 139             | 24   |
| 3 | SN Harnes              | 20              | 12              | 6               | 0               | 2               | 4               | 151             | 139             | 12   |
| 4 | CN Livry-Gargan        | 18              | 12              | 5               | 1               | 1               | 6               | 162             | 154             | 8    |
| 5 | Mulhouse Water-Polo VC | 17              | 12              | 5               | 1               | 0               | 6               | 141             | 135             | 6    |
| 6 | Cercle 93 rés.         | 16-2            | 12              | 6               | 0               | 0               | 6               | 156             | 144             | 12   |
| 7 | Racing Club de France  | 3               | 12              | 1               | 0               | 0               | 11              | 126             | 206             | -80  |
| - | CN Aix en Savoie T     | forfait général | forfait général | forfait général | forfait général | forfait général | forfait général | forfait général | forfait général |      |

| Résultats (dom.\ext.) | AIX   | FNCD  | RCF   | HAR   | LIV   | MUL   | NOI   | TAV   |
| CN Aix en Savoie |       | -     | 16-14 | 21-8  | 14-18 | 16-14 | -     | -     |
| FNC Douai R | 9-7   |       | 23-10 | 13-7  | 12-6  | 11-8  | 10-16 | 15-11 |
| Racing Club de France | 7-15  | 8-15  |       | 6-14  | 5-15  | 11-22 | 13-19 | 8-11  |
| SN Harnes | -     | 8-12  | 12-11 |       | 14-16 | 13-11 | 13-7  | 21-16 |
| CN Livry-Gargan | 15-14 | 19-18 | 12-18 | 12-13 |       | 14-10 | 17-16 | 12-13 |
| Mulhouse Water-Polo VC | 11-16 | 10-11 | 18-7  | 9-7   | 17-16 |       | 8-0F  | 13-8  |
| Cercle 93 rés. | -     | 14-13 | 24-10 | 16-15 | 0-8F  | 18-5  |       | 11-16 |
| Taverny SN 95 | 14-11 | 17-10 | -     | 10-9  | 18-15 | 14-10 | 16-15 |       |
| - Victoire à domicile - Victoire à domicile aux tirs au but - Victoire à l'extérieur aux tirs au but - Victoire à l'extérieur |       |       |       |       |       |       |       |       |

|   | Équipe                     | Pts | J  | G | Gt | Pt | P | Bp  | Bc  | Diff |
| - | -------------------------- | --- | -- | - | -- | -- | - | --- | --- | ---- |
| 1 | Union Saint-Bruno Bordeaux | 26  | 10 | 8 | 1  | 0  | 1 | 168 | 106 | 62   |
| 2 | SC Thionville              | 24  | 10 | 7 | 1  | 1  | 1 | 147 | 101 | 46   |
| 3 | Nautic Club Moulins        | 16  | 10 | 5 | 0  | 1  | 4 | 140 | 138 | 2    |
| 4 | Sauveteurs de Givors       | 9   | 10 | 3 | 0  | 0  | 7 | 107 | 117 | -10  |
| 5 | Nautic Club angérien       | 9   | 10 | 2 | 1  | 1  | 6 | 99  | 171 | -72  |
| 6 | SCN Choisy-le-Roi          | 6   | 10 | 2 | 0  | 0  | 8 | 127 | 155 | -28  |

| Résultats (dom.\ext.) | CLR   | GIV   | MOU   | St-B  | St-J  | THI   |
| SCN Choisy-le-Roi |       | 15-10 | 14-16 | 15-19 | 22-10 | 8-17  |
| Sauveteurs de Givors | 15-10 |       | 6-10  | 11-14 | 19-10 | 7-13  |
| Nautic Club Moulins | 16-12 | 15-11 |       | 15-16 | 19-7  | 9-21  |
| Union Saint-Bruno Bordeaux | 22-7  | 14-11 | 14-11 |       | 26-7  | 15-14 |
| Nautic Club angérien | 13-12 | 9-8   | 16-16 | 4-18  |       | 12-14 |
| SC Thionville | 17-13 | 15-8  | 19-8  | 12-10 | 15-7  |       |
| - Victoire à domicile - Victoire à domicile aux tirs au but - Victoire à l'extérieur aux tirs au but - Victoire à l'extérieur |       |       |       |       |       |       |

| Rang | Équipe                     | Rang Phase 1 | Remarque                       |
| ---- | -------------------------- | ------------ | ------------------------------ |
| 1er  | Taverny SN 95              | 2e Poule A   | Promu en Elite                 |
| 2e   | FNC Douai R                | 3e Poule A   |                                |
| 3e   | SN Harnes                  | 4e Poule A   |                                |
| 4e   | CN Livry-Gargan            | 1er Poule B  |                                |
| 5e   | Mulhouse Water-Polo VC     | 3e Poule B   |                                |
| 6e   | Cercle 93 rés.             | 1er Poule A  |                                |
| 7e   | Racing Club de France      | 4e Poule B   |                                |
| 8e   | Union Saint-Bruno Bordeaux | 5e Poule A   |                                |
| 9e   | SC Thionville              | 5e Poule B   |                                |
| 10e  | Nautic Club Moulins        | 6e Poule B   |                                |
| 11e  | Sauveteurs de Givors       | 7e Poule B   |                                |
| 12e  | Nautic Club angérien       | 7e Poule A   |                                |
| 13e  | SCN Choisy-le-Roi          | 6e Poule A   | Relégué en Nationale 2         |
| 14e  | CN Aix en Savoie T         | 2e Poule B   | Liquidation judiciaire du club |

|   | Équipe                     | Pts | J  | G | Gt | Pt | P | Bp  | Bc  | Diff |
| - | -------------------------- | --- | -- | - | -- | -- | - | --- | --- | ---- |
| 1 | Union Saint-Bruno Bordeaux | 26  | 10 | 8 | 1  | 0  | 1 | 168 | 106 | 62   |
| 2 | SC Thionville              | 24  | 10 | 7 | 1  | 1  | 1 | 147 | 101 | 46   |
| 3 | Nautic Club Moulins        | 16  | 10 | 5 | 0  | 1  | 4 | 140 | 138 | 2    |
| 4 | Sauveteurs de Givors       | 9   | 10 | 3 | 0  | 0  | 7 | 107 | 117 | -10  |
| 5 | Nautic Club angérien       | 9   | 10 | 2 | 1  | 1  | 6 | 99  | 171 | -72  |
| 6 | SCN Choisy-le-Roi          | 6   | 10 | 2 | 0  | 0  | 8 | 127 | 155 | -28  |

| Résultats (dom.\ext.) | CLR   | GIV   | MOU   | St-B  | St-J  | THI   |
| SCN Choisy-le-Roi |       | 15-10 | 14-16 | 15-19 | 22-10 | 8-17  |
| Sauveteurs de Givors | 15-10 |       | 6-10  | 11-14 | 19-10 | 7-13  |
| Nautic Club Moulins | 16-12 | 15-11 |       | 15-16 | 19-7  | 9-21  |
| Union Saint-Bruno Bordeaux | 22-7  | 14-11 | 14-11 |       | 26-7  | 15-14 |
| Nautic Club angérien | 13-12 | 9-8   | 16-16 | 4-18  |       | 12-14 |
| SC Thionville | 17-13 | 15-8  | 19-8  | 12-10 | 15-7  |       |
| - Victoire à domicile - Victoire à domicile aux tirs au but - Victoire à l'extérieur aux tirs au but - Victoire à l'extérieur |       |       |       |       |       |       |

| Rang | Équipe                     | Rang Phase 1 | Remarque                       |
| ---- | -------------------------- | ------------ | ------------------------------ |
| 1er  | Taverny SN 95              | 2e Poule A   | Promu en Elite                 |
| 2e   | FNC Douai R                | 3e Poule A   |                                |
| 3e   | SN Harnes                  | 4e Poule A   |                                |
| 4e   | CN Livry-Gargan            | 1er Poule B  |                                |
| 5e   | Mulhouse Water-Polo VC     | 3e Poule B   |                                |
| 6e   | Cercle 93 rés.             | 1er Poule A  |                                |
| 7e   | Racing Club de France      | 4e Poule B   |                                |
| 8e   | Union Saint-Bruno Bordeaux | 5e Poule A   |                                |
| 9e   | SC Thionville              | 5e Poule B   |                                |
| 10e  | Nautic Club Moulins        | 6e Poule B   |                                |
| 11e  | Sauveteurs de Givors       | 7e Poule B   |                                |
| 12e  | Nautic Club angérien       | 7e Poule A   |                                |
| 13e  | SCN Choisy-le-Roi          | 6e Poule A   | Relégué en Nationale 2         |
| 14e  | CN Aix en Savoie T         | 2e Poule B   | Liquidation judiciaire du club |

|   | Équipe                 | Pts             | J               | G               | Gt              | Pt              | P               | Bp              | Bc              | Diff |
| - | ---------------------- | --------------- | --------------- | --------------- | --------------- | --------------- | --------------- | --------------- | --------------- | ---- |
| 1 | Taverny SN 95          | 27              | 12              | 9               | 0               | 0               | 3               | 171             | 153             | 18   |
| 2 | FNC Douai R            | 23              | 12              | 7               | 1               | 0               | 4               | 163             | 139             | 24   |
| 3 | SN Harnes              | 20              | 12              | 6               | 0               | 2               | 4               | 151             | 139             | 12   |
| 4 | CN Livry-Gargan        | 18              | 12              | 5               | 1               | 1               | 6               | 162             | 154             | 8    |
| 5 | Mulhouse Water-Polo VC | 17              | 12              | 5               | 1               | 0               | 6               | 141             | 135             | 6    |
| 6 | Cercle 93 rés.         | 16-2            | 12              | 6               | 0               | 0               | 6               | 156             | 144             | 12   |
| 7 | Racing Club de France  | 3               | 12              | 1               | 0               | 0               | 11              | 126             | 206             | -80  |
| - | CN Aix en Savoie T     | forfait général | forfait général | forfait général | forfait général | forfait général | forfait général | forfait général | forfait général |      |

| Résultats (dom.\ext.) | AIX   | FNCD  | RCF   | HAR   | LIV   | MUL   | NOI   | TAV   |
| CN Aix en Savoie |       | -     | 16-14 | 21-8  | 14-18 | 16-14 | -     | -     |
| FNC Douai R | 9-7   |       | 23-10 | 13-7  | 12-6  | 11-8  | 10-16 | 15-11 |
| Racing Club de France | 7-15  | 8-15  |       | 6-14  | 5-15  | 11-22 | 13-19 | 8-11  |
| SN Harnes | -     | 8-12  | 12-11 |       | 14-16 | 13-11 | 13-7  | 21-16 |
| CN Livry-Gargan | 15-14 | 19-18 | 12-18 | 12-13 |       | 14-10 | 17-16 | 12-13 |
| Mulhouse Water-Polo VC | 11-16 | 10-11 | 18-7  | 9-7   | 17-16 |       | 8-0F  | 13-8  |
| Cercle 93 rés. | -     | 14-13 | 24-10 | 16-15 | 0-8F  | 18-5  |       | 11-16 |
| Taverny SN 95 | 14-11 | 17-10 | -     | 10-9  | 18-15 | 14-10 | 16-15 |       |
| - Victoire à domicile - Victoire à domicile aux tirs au but - Victoire à l'extérieur aux tirs au but - Victoire à l'extérieur |       |       |       |       |       |       |       |       |

|   | Équipe                     | Pts | J  | G | Gt | Pt | P | Bp  | Bc  | Diff |
| - | -------------------------- | --- | -- | - | -- | -- | - | --- | --- | ---- |
| 1 | Union Saint-Bruno Bordeaux | 26  | 10 | 8 | 1  | 0  | 1 | 168 | 106 | 62   |
| 2 | SC Thionville              | 24  | 10 | 7 | 1  | 1  | 1 | 147 | 101 | 46   |
| 3 | Nautic Club Moulins        | 16  | 10 | 5 | 0  | 1  | 4 | 140 | 138 | 2    |
| 4 | Sauveteurs de Givors       | 9   | 10 | 3 | 0  | 0  | 7 | 107 | 117 | -10  |
| 5 | Nautic Club angérien       | 9   | 10 | 2 | 1  | 1  | 6 | 99  | 171 | -72  |
| 6 | SCN Choisy-le-Roi          | 6   | 10 | 2 | 0  | 0  | 8 | 127 | 155 | -28  |

| Résultats (dom.\ext.) | CLR   | GIV   | MOU   | St-B  | St-J  | THI   |
| SCN Choisy-le-Roi |       | 15-10 | 14-16 | 15-19 | 22-10 | 8-17  |
| Sauveteurs de Givors | 15-10 |       | 6-10  | 11-14 | 19-10 | 7-13  |
| Nautic Club Moulins | 16-12 | 15-11 |       | 15-16 | 19-7  | 9-21  |
| Union Saint-Bruno Bordeaux | 22-7  | 14-11 | 14-11 |       | 26-7  | 15-14 |
| Nautic Club angérien | 13-12 | 9-8   | 16-16 | 4-18  |       | 12-14 |
| SC Thionville | 17-13 | 15-8  | 19-8  | 12-10 | 15-7  |       |
| - Victoire à domicile - Victoire à domicile aux tirs au but - Victoire à l'extérieur aux tirs au but - Victoire à l'extérieur |       |       |       |       |       |       |

| Rang | Équipe                     | Rang Phase 1 | Remarque                       |
| ---- | -------------------------- | ------------ | ------------------------------ |
| 1er  | Taverny SN 95              | 2e Poule A   | Promu en Elite                 |
| 2e   | FNC Douai R                | 3e Poule A   |                                |
| 3e   | SN Harnes                  | 4e Poule A   |                                |
| 4e   | CN Livry-Gargan            | 1er Poule B  |                                |
| 5e   | Mulhouse Water-Polo VC     | 3e Poule B   |                                |
| 6e   | Cercle 93 rés.             | 1er Poule A  |                                |
| 7e   | Racing Club de France      | 4e Poule B   |                                |
| 8e   | Union Saint-Bruno Bordeaux | 5e Poule A   |                                |
| 9e   | SC Thionville              | 5e Poule B   |                                |
| 10e  | Nautic Club Moulins        | 6e Poule B   |                                |
| 11e  | Sauveteurs de Givors       | 7e Poule B   |                                |
| 12e  | Nautic Club angérien       | 7e Poule A   |                                |
| 13e  | SCN Choisy-le-Roi          | 6e Poule A   | Relégué en Nationale 2         |
| 14e  | CN Aix en Savoie T         | 2e Poule B   | Liquidation judiciaire du club |

|   | Équipe                     | Pts | J  | G | Gt | Pt | P | Bp  | Bc  | Diff |
| - | -------------------------- | --- | -- | - | -- | -- | - | --- | --- | ---- |
| 1 | Union Saint-Bruno Bordeaux | 26  | 10 | 8 | 1  | 0  | 1 | 168 | 106 | 62   |
| 2 | SC Thionville              | 24  | 10 | 7 | 1  | 1  | 1 | 147 | 101 | 46   |
| 3 | Nautic Club Moulins        | 16  | 10 | 5 | 0  | 1  | 4 | 140 | 138 | 2    |
| 4 | Sauveteurs de Givors       | 9   | 10 | 3 | 0  | 0  | 7 | 107 | 117 | -10  |
| 5 | Nautic Club angérien       | 9   | 10 | 2 | 1  | 1  | 6 | 99  | 171 | -72  |
| 6 | SCN Choisy-le-Roi          | 6   | 10 | 2 | 0  | 0  | 8 | 127 | 155 | -28  |

| Résultats (dom.\ext.) | CLR   | GIV   | MOU   | St-B  | St-J  | THI   |
| SCN Choisy-le-Roi |       | 15-10 | 14-16 | 15-19 | 22-10 | 8-17  |
| Sauveteurs de Givors | 15-10 |       | 6-10  | 11-14 | 19-10 | 7-13  |
| Nautic Club Moulins | 16-12 | 15-11 |       | 15-16 | 19-7  | 9-21  |
| Union Saint-Bruno Bordeaux | 22-7  | 14-11 | 14-11 |       | 26-7  | 15-14 |
| Nautic Club angérien | 13-12 | 9-8   | 16-16 | 4-18  |       | 12-14 |
| SC Thionville | 17-13 | 15-8  | 19-8  | 12-10 | 15-7  |       |
| - Victoire à domicile - Victoire à domicile aux tirs au but - Victoire à l'extérieur aux tirs au but - Victoire à l'extérieur |       |       |       |       |       |       |

| Rang | Équipe                     | Rang Phase 1 | Remarque                       |
| ---- | -------------------------- | ------------ | ------------------------------ |
| 1er  | Taverny SN 95              | 2e Poule A   | Promu en Elite                 |
| 2e   | FNC Douai R                | 3e Poule A   |                                |
| 3e   | SN Harnes                  | 4e Poule A   |                                |
| 4e   | CN Livry-Gargan            | 1er Poule B  |                                |
| 5e   | Mulhouse Water-Polo VC     | 3e Poule B   |                                |
| 6e   | Cercle 93 rés.             | 1er Poule A  |                                |
| 7e   | Racing Club de France      | 4e Poule B   |                                |
| 8e   | Union Saint-Bruno Bordeaux | 5e Poule A   |                                |
| 9e   | SC Thionville              | 5e Poule B   |                                |
| 10e  | Nautic Club Moulins        | 6e Poule B   |                                |
| 11e  | Sauveteurs de Givors       | 7e Poule B   |                                |
| 12e  | Nautic Club angérien       | 7e Poule A   |                                |
| 13e  | SCN Choisy-le-Roi          | 6e Poule A   | Relégué en Nationale 2         |
| 14e  | CN Aix en Savoie T         | 2e Poule B   | Liquidation judiciaire du club |

|   | Équipe                 | Pts | J  | G  | Gt | Pt | P  | Bp  | Bc  | Diff |
| - | ---------------------- | --- | -- | -- | -- | -- | -- | --- | --- | ---- |
| 1 | CN Livry-Gargan        | 31  | 12 | 10 | 0  | 1  | 1  | 191 | 151 | 40   |
| 2 | CN Aix en Savoie T     | 30  | 12 | 10 | 0  | 0  | 2  | 175 | 135 | 40   |
| 3 | Mulhouse Water-Polo VC | 20  | 12 | 6  | 1  | 0  | 5  | 161 | 148 | 13   |
| 4 | Racing Club de France  | 17  | 12 | 5  | 0  | 2  | 5  | 151 | 164 | -13  |
| 5 | SC Thionville          | 16  | 12 | 4  | 2  | 0  | 6  | 152 | 133 | 19   |
| 6 | Nautic Club Moulins    | 9   | 12 | 3  | 0  | 0  | 9  | 141 | 189 | -48  |
| 7 | Sauveteurs de Givors   | 3   | 12 | 1  | 0  | 0  | 11 | 97  | 152 | -55  |

| Résultats (dom.\ext.) | AIX   | GIV   | MOU   | LIV   | MUL   | THI   | RCF   |
| CN Aix en Savoie |       | 15-9  | 20-12 | 14-18 | 16-14 | 16-13 | 16-14 |
| Sauveteurs de Givors | 7-14  |       | 6-10  | 13-15 | 8-16  | 7-13  | 7-9   |
| Nautic Club Moulins | 7-10  | 15-11 |       | 19-22 | 17-12 | 9-21  | 13-15 |
| CN Livry-Gargan | 15-14 | 13-7  | 24-10 |       | 14-10 | 12-10 | 12-18 |
| Mulhouse Water-Polo VC | 11-16 | 10-5  | 12-10 | 17-16 |       | 11-9  | 18-12 |
| SC Thionville | 8-9   | 7-9   | 17-15 | 14-10 | 14-8  |       | 14-12 |
| Racing Club de France | 7-15  | 15-8  | 19-8  | 5-15  | 11-22 | 14-16 |       |
| - Victoire à domicile - Victoire à domicile aux tirs au but - Victoire à l'extérieur aux tirs au but - Victoire à l'extérieur |       |       |       |       |       |       |       |

|   | Équipe                 | Pts             | J               | G               | Gt              | Pt              | P               | Bp              | Bc              | Diff |
| - | ---------------------- | --------------- | --------------- | --------------- | --------------- | --------------- | --------------- | --------------- | --------------- | ---- |
| 1 | Taverny SN 95          | 27              | 12              | 9               | 0               | 0               | 3               | 171             | 153             | 18   |
| 2 | FNC Douai R            | 23              | 12              | 7               | 1               | 0               | 4               | 163             | 139             | 24   |
| 3 | SN Harnes              | 20              | 12              | 6               | 0               | 2               | 4               | 151             | 139             | 12   |
| 4 | CN Livry-Gargan        | 18              | 12              | 5               | 1               | 1               | 6               | 162             | 154             | 8    |
| 5 | Mulhouse Water-Polo VC | 17              | 12              | 5               | 1               | 0               | 6               | 141             | 135             | 6    |
| 6 | Cercle 93 rés.         | 16-2            | 12              | 6               | 0               | 0               | 6               | 156             | 144             | 12   |
| 7 | Racing Club de France  | 3               | 12              | 1               | 0               | 0               | 11              | 126             | 206             | -80  |
| - | CN Aix en Savoie T     | forfait général | forfait général | forfait général | forfait général | forfait général | forfait général | forfait général | forfait général |      |

| Résultats (dom.\ext.) | AIX   | FNCD  | RCF   | HAR   | LIV   | MUL   | NOI   | TAV   |
| CN Aix en Savoie |       | -     | 16-14 | 21-8  | 14-18 | 16-14 | -     | -     |
| FNC Douai R | 9-7   |       | 23-10 | 13-7  | 12-6  | 11-8  | 10-16 | 15-11 |
| Racing Club de France | 7-15  | 8-15  |       | 6-14  | 5-15  | 11-22 | 13-19 | 8-11  |
| SN Harnes | -     | 8-12  | 12-11 |       | 14-16 | 13-11 | 13-7  | 21-16 |
| CN Livry-Gargan | 15-14 | 19-18 | 12-18 | 12-13 |       | 14-10 | 17-16 | 12-13 |
| Mulhouse Water-Polo VC | 11-16 | 10-11 | 18-7  | 9-7   | 17-16 |       | 8-0F  | 13-8  |
| Cercle 93 rés. | -     | 14-13 | 24-10 | 16-15 | 0-8F  | 18-5  |       | 11-16 |
| Taverny SN 95 | 14-11 | 17-10 | -     | 10-9  | 18-15 | 14-10 | 16-15 |       |
| - Victoire à domicile - Victoire à domicile aux tirs au but - Victoire à l'extérieur aux tirs au but - Victoire à l'extérieur |       |       |       |       |       |       |       |       |

|   | Équipe                     | Pts | J  | G | Gt | Pt | P | Bp  | Bc  | Diff |
| - | -------------------------- | --- | -- | - | -- | -- | - | --- | --- | ---- |
| 1 | Union Saint-Bruno Bordeaux | 26  | 10 | 8 | 1  | 0  | 1 | 168 | 106 | 62   |
| 2 | SC Thionville              | 24  | 10 | 7 | 1  | 1  | 1 | 147 | 101 | 46   |
| 3 | Nautic Club Moulins        | 16  | 10 | 5 | 0  | 1  | 4 | 140 | 138 | 2    |
| 4 | Sauveteurs de Givors       | 9   | 10 | 3 | 0  | 0  | 7 | 107 | 117 | -10  |
| 5 | Nautic Club angérien       | 9   | 10 | 2 | 1  | 1  | 6 | 99  | 171 | -72  |
| 6 | SCN Choisy-le-Roi          | 6   | 10 | 2 | 0  | 0  | 8 | 127 | 155 | -28  |

| Résultats (dom.\ext.) | CLR   | GIV   | MOU   | St-B  | St-J  | THI   |
| SCN Choisy-le-Roi |       | 15-10 | 14-16 | 15-19 | 22-10 | 8-17  |
| Sauveteurs de Givors | 15-10 |       | 6-10  | 11-14 | 19-10 | 7-13  |
| Nautic Club Moulins | 16-12 | 15-11 |       | 15-16 | 19-7  | 9-21  |
| Union Saint-Bruno Bordeaux | 22-7  | 14-11 | 14-11 |       | 26-7  | 15-14 |
| Nautic Club angérien | 13-12 | 9-8   | 16-16 | 4-18  |       | 12-14 |
| SC Thionville | 17-13 | 15-8  | 19-8  | 12-10 | 15-7  |       |
| - Victoire à domicile - Victoire à domicile aux tirs au but - Victoire à l'extérieur aux tirs au but - Victoire à l'extérieur |       |       |       |       |       |       |

| Rang | Équipe                     | Rang Phase 1 | Remarque                       |
| ---- | -------------------------- | ------------ | ------------------------------ |
| 1er  | Taverny SN 95              | 2e Poule A   | Promu en Elite                 |
| 2e   | FNC Douai R                | 3e Poule A   |                                |
| 3e   | SN Harnes                  | 4e Poule A   |                                |
| 4e   | CN Livry-Gargan            | 1er Poule B  |                                |
| 5e   | Mulhouse Water-Polo VC     | 3e Poule B   |                                |
| 6e   | Cercle 93 rés.             | 1er Poule A  |                                |
| 7e   | Racing Club de France      | 4e Poule B   |                                |
| 8e   | Union Saint-Bruno Bordeaux | 5e Poule A   |                                |
| 9e   | SC Thionville              | 5e Poule B   |                                |
| 10e  | Nautic Club Moulins        | 6e Poule B   |                                |
| 11e  | Sauveteurs de Givors       | 7e Poule B   |                                |
| 12e  | Nautic Club angérien       | 7e Poule A   |                                |
| 13e  | SCN Choisy-le-Roi          | 6e Poule A   | Relégué en Nationale 2         |
| 14e  | CN Aix en Savoie T         | 2e Poule B   | Liquidation judiciaire du club |

|   | Équipe                     | Pts | J  | G | Gt | Pt | P | Bp  | Bc  | Diff |
| - | -------------------------- | --- | -- | - | -- | -- | - | --- | --- | ---- |
| 1 | Union Saint-Bruno Bordeaux | 26  | 10 | 8 | 1  | 0  | 1 | 168 | 106 | 62   |
| 2 | SC Thionville              | 24  | 10 | 7 | 1  | 1  | 1 | 147 | 101 | 46   |
| 3 | Nautic Club Moulins        | 16  | 10 | 5 | 0  | 1  | 4 | 140 | 138 | 2    |
| 4 | Sauveteurs de Givors       | 9   | 10 | 3 | 0  | 0  | 7 | 107 | 117 | -10  |
| 5 | Nautic Club angérien       | 9   | 10 | 2 | 1  | 1  | 6 | 99  | 171 | -72  |
| 6 | SCN Choisy-le-Roi          | 6   | 10 | 2 | 0  | 0  | 8 | 127 | 155 | -28  |

| Résultats (dom.\ext.) | CLR   | GIV   | MOU   | St-B  | St-J  | THI   |
| SCN Choisy-le-Roi |       | 15-10 | 14-16 | 15-19 | 22-10 | 8-17  |
| Sauveteurs de Givors | 15-10 |       | 6-10  | 11-14 | 19-10 | 7-13  |
| Nautic Club Moulins | 16-12 | 15-11 |       | 15-16 | 19-7  | 9-21  |
| Union Saint-Bruno Bordeaux | 22-7  | 14-11 | 14-11 |       | 26-7  | 15-14 |
| Nautic Club angérien | 13-12 | 9-8   | 16-16 | 4-18  |       | 12-14 |
| SC Thionville | 17-13 | 15-8  | 19-8  | 12-10 | 15-7  |       |
| - Victoire à domicile - Victoire à domicile aux tirs au but - Victoire à l'extérieur aux tirs au but - Victoire à l'extérieur |       |       |       |       |       |       |

| Rang | Équipe                     | Rang Phase 1 | Remarque                       |
| ---- | -------------------------- | ------------ | ------------------------------ |
| 1er  | Taverny SN 95              | 2e Poule A   | Promu en Elite                 |
| 2e   | FNC Douai R                | 3e Poule A   |                                |
| 3e   | SN Harnes                  | 4e Poule A   |                                |
| 4e   | CN Livry-Gargan            | 1er Poule B  |                                |
| 5e   | Mulhouse Water-Polo VC     | 3e Poule B   |                                |
| 6e   | Cercle 93 rés.             | 1er Poule A  |                                |
| 7e   | Racing Club de France      | 4e Poule B   |                                |
| 8e   | Union Saint-Bruno Bordeaux | 5e Poule A   |                                |
| 9e   | SC Thionville              | 5e Poule B   |                                |
| 10e  | Nautic Club Moulins        | 6e Poule B   |                                |
| 11e  | Sauveteurs de Givors       | 7e Poule B   |                                |
| 12e  | Nautic Club angérien       | 7e Poule A   |                                |
| 13e  | SCN Choisy-le-Roi          | 6e Poule A   | Relégué en Nationale 2         |
| 14e  | CN Aix en Savoie T         | 2e Poule B   | Liquidation judiciaire du club |

|   | Équipe                 | Pts             | J               | G               | Gt              | Pt              | P               | Bp              | Bc              | Diff |
| - | ---------------------- | --------------- | --------------- | --------------- | --------------- | --------------- | --------------- | --------------- | --------------- | ---- |
| 1 | Taverny SN 95          | 27              | 12              | 9               | 0               | 0               | 3               | 171             | 153             | 18   |
| 2 | FNC Douai R            | 23              | 12              | 7               | 1               | 0               | 4               | 163             | 139             | 24   |
| 3 | SN Harnes              | 20              | 12              | 6               | 0               | 2               | 4               | 151             | 139             | 12   |
| 4 | CN Livry-Gargan        | 18              | 12              | 5               | 1               | 1               | 6               | 162             | 154             | 8    |
| 5 | Mulhouse Water-Polo VC | 17              | 12              | 5               | 1               | 0               | 6               | 141             | 135             | 6    |
| 6 | Cercle 93 rés.         | 16-2            | 12              | 6               | 0               | 0               | 6               | 156             | 144             | 12   |
| 7 | Racing Club de France  | 3               | 12              | 1               | 0               | 0               | 11              | 126             | 206             | -80  |
| - | CN Aix en Savoie T     | forfait général | forfait général | forfait général | forfait général | forfait général | forfait général | forfait général | forfait général |      |

| Résultats (dom.\ext.) | AIX   | FNCD  | RCF   | HAR   | LIV   | MUL   | NOI   | TAV   |
| CN Aix en Savoie |       | -     | 16-14 | 21-8  | 14-18 | 16-14 | -     | -     |
| FNC Douai R | 9-7   |       | 23-10 | 13-7  | 12-6  | 11-8  | 10-16 | 15-11 |
| Racing Club de France | 7-15  | 8-15  |       | 6-14  | 5-15  | 11-22 | 13-19 | 8-11  |
| SN Harnes | -     | 8-12  | 12-11 |       | 14-16 | 13-11 | 13-7  | 21-16 |
| CN Livry-Gargan | 15-14 | 19-18 | 12-18 | 12-13 |       | 14-10 | 17-16 | 12-13 |
| Mulhouse Water-Polo VC | 11-16 | 10-11 | 18-7  | 9-7   | 17-16 |       | 8-0F  | 13-8  |
| Cercle 93 rés. | -     | 14-13 | 24-10 | 16-15 | 0-8F  | 18-5  |       | 11-16 |
| Taverny SN 95 | 14-11 | 17-10 | -     | 10-9  | 18-15 | 14-10 | 16-15 |       |
| - Victoire à domicile - Victoire à domicile aux tirs au but - Victoire à l'extérieur aux tirs au but - Victoire à l'extérieur |       |       |       |       |       |       |       |       |

|   | Équipe                     | Pts | J  | G | Gt | Pt | P | Bp  | Bc  | Diff |
| - | -------------------------- | --- | -- | - | -- | -- | - | --- | --- | ---- |
| 1 | Union Saint-Bruno Bordeaux | 26  | 10 | 8 | 1  | 0  | 1 | 168 | 106 | 62   |
| 2 | SC Thionville              | 24  | 10 | 7 | 1  | 1  | 1 | 147 | 101 | 46   |
| 3 | Nautic Club Moulins        | 16  | 10 | 5 | 0  | 1  | 4 | 140 | 138 | 2    |
| 4 | Sauveteurs de Givors       | 9   | 10 | 3 | 0  | 0  | 7 | 107 | 117 | -10  |
| 5 | Nautic Club angérien       | 9   | 10 | 2 | 1  | 1  | 6 | 99  | 171 | -72  |
| 6 | SCN Choisy-le-Roi          | 6   | 10 | 2 | 0  | 0  | 8 | 127 | 155 | -28  |

| Résultats (dom.\ext.) | CLR   | GIV   | MOU   | St-B  | St-J  | THI   |
| SCN Choisy-le-Roi |       | 15-10 | 14-16 | 15-19 | 22-10 | 8-17  |
| Sauveteurs de Givors | 15-10 |       | 6-10  | 11-14 | 19-10 | 7-13  |
| Nautic Club Moulins | 16-12 | 15-11 |       | 15-16 | 19-7  | 9-21  |
| Union Saint-Bruno Bordeaux | 22-7  | 14-11 | 14-11 |       | 26-7  | 15-14 |
| Nautic Club angérien | 13-12 | 9-8   | 16-16 | 4-18  |       | 12-14 |
| SC Thionville | 17-13 | 15-8  | 19-8  | 12-10 | 15-7  |       |
| - Victoire à domicile - Victoire à domicile aux tirs au but - Victoire à l'extérieur aux tirs au but - Victoire à l'extérieur |       |       |       |       |       |       |

| Rang | Équipe                     | Rang Phase 1 | Remarque                       |
| ---- | -------------------------- | ------------ | ------------------------------ |
| 1er  | Taverny SN 95              | 2e Poule A   | Promu en Elite                 |
| 2e   | FNC Douai R                | 3e Poule A   |                                |
| 3e   | SN Harnes                  | 4e Poule A   |                                |
| 4e   | CN Livry-Gargan            | 1er Poule B  |                                |
| 5e   | Mulhouse Water-Polo VC     | 3e Poule B   |                                |
| 6e   | Cercle 93 rés.             | 1er Poule A  |                                |
| 7e   | Racing Club de France      | 4e Poule B   |                                |
| 8e   | Union Saint-Bruno Bordeaux | 5e Poule A   |                                |
| 9e   | SC Thionville              | 5e Poule B   |                                |
| 10e  | Nautic Club Moulins        | 6e Poule B   |                                |
| 11e  | Sauveteurs de Givors       | 7e Poule B   |                                |
| 12e  | Nautic Club angérien       | 7e Poule A   |                                |
| 13e  | SCN Choisy-le-Roi          | 6e Poule A   | Relégué en Nationale 2         |
| 14e  | CN Aix en Savoie T         | 2e Poule B   | Liquidation judiciaire du club |

|   | Équipe                     | Pts | J  | G | Gt | Pt | P | Bp  | Bc  | Diff |
| - | -------------------------- | --- | -- | - | -- | -- | - | --- | --- | ---- |
| 1 | Union Saint-Bruno Bordeaux | 26  | 10 | 8 | 1  | 0  | 1 | 168 | 106 | 62   |
| 2 | SC Thionville              | 24  | 10 | 7 | 1  | 1  | 1 | 147 | 101 | 46   |
| 3 | Nautic Club Moulins        | 16  | 10 | 5 | 0  | 1  | 4 | 140 | 138 | 2    |
| 4 | Sauveteurs de Givors       | 9   | 10 | 3 | 0  | 0  | 7 | 107 | 117 | -10  |
| 5 | Nautic Club angérien       | 9   | 10 | 2 | 1  | 1  | 6 | 99  | 171 | -72  |
| 6 | SCN Choisy-le-Roi          | 6   | 10 | 2 | 0  | 0  | 8 | 127 | 155 | -28  |

| Résultats (dom.\ext.) | CLR   | GIV   | MOU   | St-B  | St-J  | THI   |
| SCN Choisy-le-Roi |       | 15-10 | 14-16 | 15-19 | 22-10 | 8-17  |
| Sauveteurs de Givors | 15-10 |       | 6-10  | 11-14 | 19-10 | 7-13  |
| Nautic Club Moulins | 16-12 | 15-11 |       | 15-16 | 19-7  | 9-21  |
| Union Saint-Bruno Bordeaux | 22-7  | 14-11 | 14-11 |       | 26-7  | 15-14 |
| Nautic Club angérien | 13-12 | 9-8   | 16-16 | 4-18  |       | 12-14 |
| SC Thionville | 17-13 | 15-8  | 19-8  | 12-10 | 15-7  |       |
| - Victoire à domicile - Victoire à domicile aux tirs au but - Victoire à l'extérieur aux tirs au but - Victoire à l'extérieur |       |       |       |       |       |       |

| Rang | Équipe                     | Rang Phase 1 | Remarque                       |
| ---- | -------------------------- | ------------ | ------------------------------ |
| 1er  | Taverny SN 95              | 2e Poule A   | Promu en Elite                 |
| 2e   | FNC Douai R                | 3e Poule A   |                                |
| 3e   | SN Harnes                  | 4e Poule A   |                                |
| 4e   | CN Livry-Gargan            | 1er Poule B  |                                |
| 5e   | Mulhouse Water-Polo VC     | 3e Poule B   |                                |
| 6e   | Cercle 93 rés.             | 1er Poule A  |                                |
| 7e   | Racing Club de France      | 4e Poule B   |                                |
| 8e   | Union Saint-Bruno Bordeaux | 5e Poule A   |                                |
| 9e   | SC Thionville              | 5e Poule B   |                                |
| 10e  | Nautic Club Moulins        | 6e Poule B   |                                |
| 11e  | Sauveteurs de Givors       | 7e Poule B   |                                |
| 12e  | Nautic Club angérien       | 7e Poule A   |                                |
| 13e  | SCN Choisy-le-Roi          | 6e Poule A   | Relégué en Nationale 2         |
| 14e  | CN Aix en Savoie T         | 2e Poule B   | Liquidation judiciaire du club |